# Развозжаєв Леонід Михайлович
Развозжаєв Леонід Михайлович (рос. Развозжаев Леонид Михайлович) — російський політик, помічник депутата Держдуми РФ Іллі Пономарьова активіста «Лівого фронту». Він був нібито викрадений 19 жовтня 2012 року у Києві російськими спецслужбами, куди він приїхав просити про надання політичного притулку. Два дні після того він з'явився в Москві, де постав перед судом за звинуваченням в "підготовці до організації масових заворушень". За офіційною версією Слідчого комітету Росії, Развозжаєв сам прийшов до правоохоронців у Москві з зізнанням і визнав, що брав участь у плануванні заворушень. Натомість Развозжаєв через правозахисників і адвокатів стверджує, що російські спецслужби викрали його в Києві, де він хотів отримати притулок, і доправили до Москви, де домоглися від нього зізнання тортурами й тиском.
Факт викрадення громадянина з території незалежної України спецслужбами іноземної держави викликав різку реакцію як в Україні так і збоку міжнародних організацій. Представники Євросоюзу, США, Amnesty International та Верховний комісар ООН у справах біженців закликали українську владу ретельно розслідувати цю справу. Деякі українські правозахисники заявляють: «Цей випадок переконує, що існує неформальний альянс режимів двох країн, які один одного підтримують для збереження влади».
24 липня 2014 року повідомлялося що Леоніда Развозжаєва та ще одного російського опозиціонера Сергія Удальцова Московський міський суд призначив покарання у вигляді чотирьох з половиною років позбавлення волі кожному за організацію масових заворушень на Болотній площі 6 травня 2012 року в Москві.